# Nana 2
Nana 2 è un film del 2006 diretto da Kentarō Ōtani.
Il film è il secondo live action della serie omonima di manga e anime firmati Ai Yazawa; è interpretato tra gli altri da Mika Nakashima e Yui Ichikawa.

## Trama
Proseguendo con la storia da dove si era interrotta il primo film, incontriamo nuovamente Nana Komatsu mentre si reca ad un grosso evento musicale la cui star è il gruppo dei Blast, la cui voce è Nana Osaki, che finalmente ha ottenuto il successo tanto ricercato. Nonostante il momento felice Nana Komatsu sembra stranamente giù di morale, non più la ragazza spigliata e sempre allegra di un tempo.
Tramite il lungo flashback che ricopre l'intera durata della pellicola si scopre quanto accaduto durante gli ultimi tempi alle due giovani. Nana Osaki, costantemente impegnata nel miglioramento e nella promozione della sua band, torna a stare con Ren, il chitarrista dei Trapnest, e tramite i contatti con questa band riesce a far incontrare Takumi e Nana Komatsu (sua grande fan). Contrariamente a quanto la ragazza si attende, Takumi sembra molto interessato a lei e nonostante la sua attenzione sia altalenante, molto spesso l'uomo trova rifugio da lei con cui intraprende infine una relazione. Ma quando tutto sembra procedere per il meglio, Nana Komatsu scopre di essere incinta e gli eventi richiedono che la ragazza prenda una decisione che rischia di cambiare la sua intera esistenza.